# Duchang

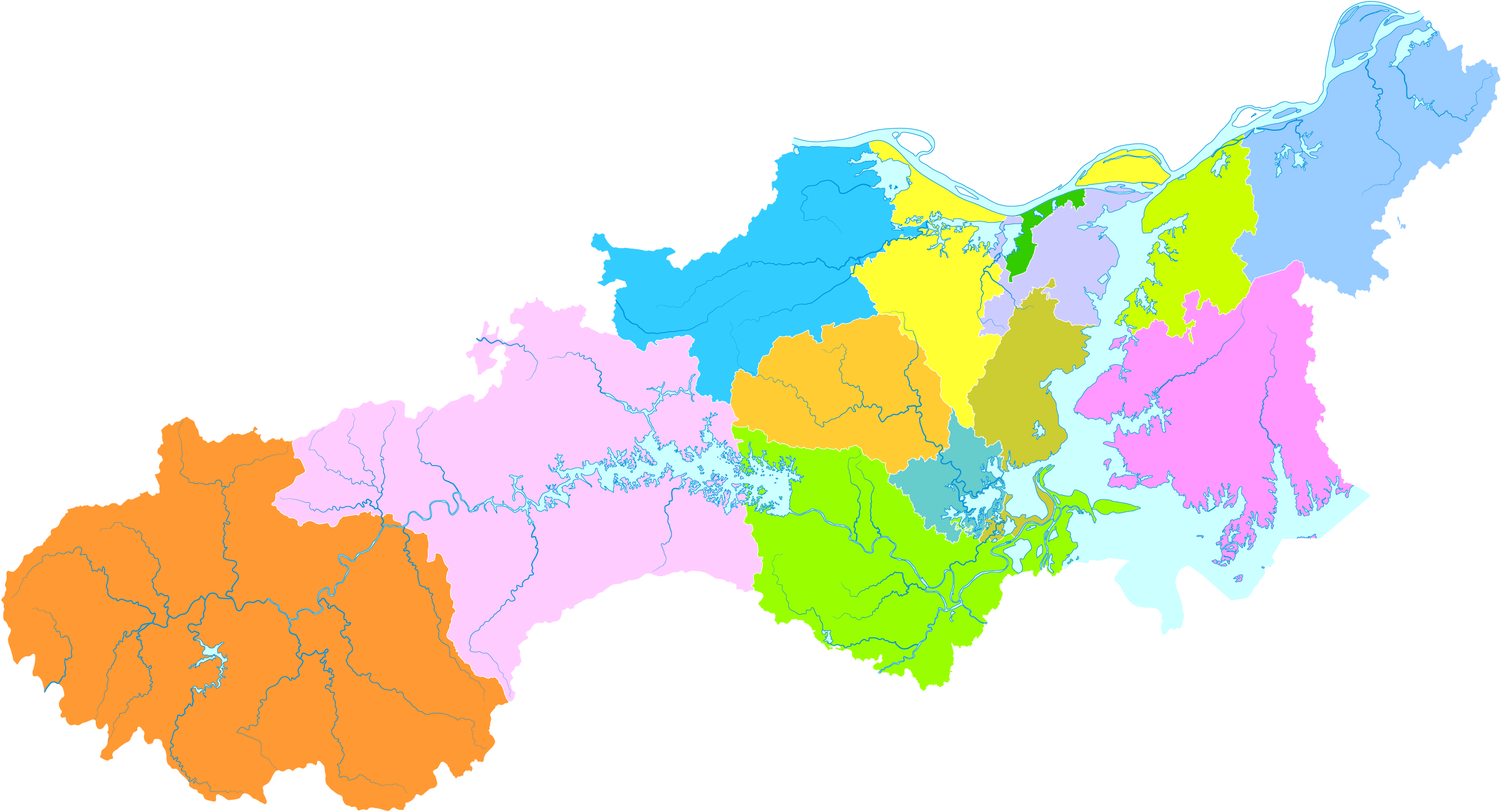
Lage von Duchang auf dem Gebiet der Stadt Jiujiang

Der Kreis Duchang (chinesisch 都昌县, Pinyin Dūchāng Xiàn) ist ein Kreis der bezirksfreien Stadt Jiujiang in der südchinesischen Provinz Jiangxi. Er hat eine Fläche von 2.227 km² und zählt 716.370 Einwohner (Stand: Zensus 2010). Sein Hauptort ist die Großgemeinde Duchang (都昌镇).

## Administrative Gliederung
Auf Gemeindeebene setzt sich der Kreis aus zwölf Großgemeinden und zwölf Gemeinden zusammen. 